# Boris Bakrač
Boris Bakrač (Požega, 25. ožujka 1912. – Zagreb, 29. studenoga 1989.), hrvatski društveno-politički i športski djelatnik. Po struci inženjer građevinarstva. Dao je velik doprinos promociji športa i olimpizma u Hrvatskoj. 

## Životopis
Rođen je 1912. godine u Požegi. Diplomirao je  na Tehničkom fakultetu u Zagrebu 1936. godine. Nakon osovinske okupacije Jugoslavije 1941. godine pridružio se Narodnooslobodilačkom pokretu Jugoslavije. U travnju 1942. godine postao je član Komunističke partije Jugoslavije. Dužnost opunomoćenika Glavnoga štaba Narodnooslobodilačke vojske Hrvatske za razmjenu zarobljenika obnašao od 1944. do kraja rata. Dana 6. svibnja 1945. ušao je u Zagreb sa specijalnom misijom da bi s njemačkim predstavnicima pregovarao o razmjeni zarobljenika. Bio je prvi partizan koji je ušao u Zagreb, tri dana prije dana koji se u socijalističkoj Jugoslaviji obilježavao kao dan oslobođenja Zagreba. 
Obnašao je visoke državne, političke i gospodarstvene dužnosti u Hrvatskoj i Jugoslaviji počevši od 1945. godine. U hrvatskoj vladi bio ministar građevinarstva u hrvatskoj vladi od 1948. do 1951., saborski zastupnik (1963. – 1967., 1969. – 1974.), predsjednik Saveza inženjera i tehničara Hrvatske, od 1974. do 1978. predsjednik Republičkog vijeća Sabora SR Hrvatske te predsjednik Turističkog saveza Hrvatske (1973. – 1980.). 
Bio je na istaknutim dužnostima u športu. Hrvatskome nogometnom savezu (ondašnji Nogometni savez Hrvatske) bio je predsjednikom od 1950. do 1953. godine. Predsjedavao Savezom sportova Hrvatske. Visokopozicioniran u domaćim olimpijskim tijelima. Predsjednik Jugoslavenskim olimpijskim odborom (1952. – 1961.). Također obnašao visoke dužnosti u međunarodnom olimpijskom športu. Bio je odbornik Međunarodnoga olimpijskog odbora (1960. – 1987.). U MOO-u bio u Kulturnoj komisiji članom i potpredsjednikom. Dragovoljno istupio 1987. godine iz članstva službeno obrazloživši to zdravstvenim razlozima, a stvarni razlog bilo je što se nije slagao s radom tajništva Jugoslavenskog olimpijskog komiteta u Beogradu. 
Napisao je brojne članke na temu olimpizma koje je objavio u dnevnom i stručnom periodičnom tisku. Zaslužan za dobivanje domaćinstava velikih športskih natjecanja i konferencija. Njegovo zalaganje urodilo je plodom i Hrvatska je dobila organizaciju IV. Opće skupštine asambleje nacionalnih olimpijskih odbora u Dubrovniku 1969., Mediteranskih igara u Splitu 1979. i Univerzijade u Zagrebu 1987. godine. Na zagrebačkoj Univerzijadi bio je potpredsjednik organizacijskog odbora. Zalagao se da Sarajevo dobije organizaciju Zimskih olimpijskih igara 1984. godine te je tako bio drugi Hrvat uz Branka Mikulića koji je zaslužan da je SR BiH dobila organizaciju Igara, premda je po svoj povijesnoj i infrastrukturnoj osnovi bilo logično da to dobije Slovenija. Savez za fizičku kulturu Hrvatske nagradio ga je trofejem 1958. godine. 
Za rad ga Jugoslavenski nogometni savez (ondašnji Nogometni savez Jugoslavije) nagradio svojom specijalnom plaketom 1969. godine. Republičkom nagradom fizičke kulture za životno djelo nagrađen je 1981. godine. 1987. nakon odluke o povlačenju iz MOO-a, proglašen počasnim članom Međunarodnog olimpijskog odbora. Juan Antonio Samaranch, predsjednik Međunarodnog olimpijskog odbora, odlikovao ga je visokim priznanjem - Olimpijskim redom.

## Vanjske poveznice
- BillionGraves

| Predsjednici Hrvatskog nogometnog saveza | Predsjednici Hrvatskog nogometnog saveza |
| --- | ---------------------------------------- |
| |                                          |
| prof. dr. Milovan Zoričić (1912. – 1914.) • Dimitrije Magarašević (1914.) • Vladimir Očić (1918.) • dr. Milan Graf (1918. – 1919.) • dr. Ivo Kraljević (1939. – 1941.) • dr. Rudolf Hitrec (1941. – 1942.) • Vatroslav Petek (1942. – 1945.) • dr. Rinaldo Čulić (1945.) • Mijo Hršak (1945. – 1946.) • Ratko Viličić (1946. – 1947.) • Lazo Vračarić (1947. – 1950.) • inž. Boris Bakrač (1950. – 1953.) • Vlado Ranogajec (1953. – 1957.) • Mirko Oklobdžija (1957. – 1959.) • Pero Splivalo (1959. – 1965.) • Luka Bajakić (1965. – 1968.) • Bruno Knežević (1968. – 1971.) • Ivan Kolić (1971. – 1976.) • Vlado Bogatec (1976. – 1978.) • Ljubo Španjol (1978. – 1981.) • Željko Huber (1981. – 1982.) • Dušan Veselinović (1982. – 1984.) • Milivoj Ražov (1984. – 1985.) • Adam Sušanj (1985.) • Antun Ćilić (1985. – 1988.) • Paško Viđak (1988. – 1990.) • dr. Mladen Vedriš (1990. – 1994.) • dr. Damir Matovinović (v.d.) (1994. – 1995.) • Đuro Brodarac (1995.) • Nadan Vidošević (1995. – 1996.) • dr. Josip Šoić (1996. – 1997.) • Branko Mikša (1997. – 1998.) • Vlatko Marković (1998. – 2012.) • Davor Šuker (2012. – 2021.) • Marijan Kustić (od 2021.) |                                          |

| Predsjednici Hrvatskog nogometnog saveza | Predsjednici Hrvatskog nogometnog saveza |
| --- | ---------------------------------------- |
| |                                          |
| prof. dr. Milovan Zoričić (1912. – 1914.) • Dimitrije Magarašević (1914.) • Vladimir Očić (1918.) • dr. Milan Graf (1918. – 1919.) • dr. Ivo Kraljević (1939. – 1941.) • dr. Rudolf Hitrec (1941. – 1942.) • Vatroslav Petek (1942. – 1945.) • dr. Rinaldo Čulić (1945.) • Mijo Hršak (1945. – 1946.) • Ratko Viličić (1946. – 1947.) • Lazo Vračarić (1947. – 1950.) • inž. Boris Bakrač (1950. – 1953.) • Vlado Ranogajec (1953. – 1957.) • Mirko Oklobdžija (1957. – 1959.) • Pero Splivalo (1959. – 1965.) • Luka Bajakić (1965. – 1968.) • Bruno Knežević (1968. – 1971.) • Ivan Kolić (1971. – 1976.) • Vlado Bogatec (1976. – 1978.) • Ljubo Španjol (1978. – 1981.) • Željko Huber (1981. – 1982.) • Dušan Veselinović (1982. – 1984.) • Milivoj Ražov (1984. – 1985.) • Adam Sušanj (1985.) • Antun Ćilić (1985. – 1988.) • Paško Viđak (1988. – 1990.) • dr. Mladen Vedriš (1990. – 1994.) • dr. Damir Matovinović (v.d.) (1994. – 1995.) • Đuro Brodarac (1995.) • Nadan Vidošević (1995. – 1996.) • dr. Josip Šoić (1996. – 1997.) • Branko Mikša (1997. – 1998.) • Vlatko Marković (1998. – 2012.) • Davor Šuker (2012. – 2021.) • Marijan Kustić (od 2021.) |                                          |